# 6-Pfünder-Feldkanone C/61

Sezione dell'otturatore a cuneo del C64 del 1864.

6-Pfünder-Feldkanone C/61 (cannone da campagna da 6 libbre o anche C/61) fu il primo era un cannone prodotto dalla Krupp in acciaio a canna rigata ed a retrocarica dell'esercito prussiano. Del cannone vennero prodotte le versioni da 6, 4, 12 e 24 libbre, le ultime due erano versioni per l'artiglieria d'assedio.
La versione da 6 libbre aveva un calibro di 91,5mm. Nel 1871 la denominazione ufficiale divenne 9cm Stahlkanone mit Kolbenverschluß (cannone da 9 cm con otturatore a cuneo).

## Storia
Nel 1837 Martin von Wahrendorff (1789–1861) brevettò un meccanismo di retrocarica e, nel 1846, in collaborazione con Giovanni Cavalli lo sottopose a prove per l'esercito del re di Svezia. Dai suggerimenti di Cavalli, Wahrendorff trasse l'idea di adattare il nuovo meccanismo ad un cannone da campagna.
Nel febbraio del 1850, Artillerie-Prüfungs-Kommission (commissione per la selezione dell'artiglieria) prussiana espresse interesse per le realizzazioni di Wahrendorff e chiese l'opinione del principe Adalberto di Prussia (1811-1873) in merito.
La commissione, ottenuto il parere favorevole del principe, iniziò la sperimentazione dell'otturatore di 
Wahrendorff nel 1851 su pezzi sia in acciaio che in bronzo.
Le prove condussero, nel 1855, alla scelta di due modelli in acciaio della Krupp da 6 libbre. La Krupp consegnò solo le canne, l'otturatore e gli altri accessori vennero messi a punto presso l'arsenale di Spandau.
Le prove continuarono con questi nuovi pezzi, e, dopo le prove di tiro del 7 maggio 1859 alla presenza del Prinzregent Luitpold ne furono ordinati 300 esemplari. Le canne venivano prodotte dalla Krupp che le inviava per le successive lavorazioni alle officine Wöhlert und Schwarzkopf di Berlino.
Il nuovo cannone da campagna da 6 libbre fu messo in servizio il 10 marzo 1859 e vi rimase fino al 1866.
Dal gennaio 1860, in seguito ad un ordine del consiglio di gabinetto, tre batterie di cannoni da 12 libbre per reggimento furono sostituite dal cannone da 6 libbre c/61.
La conversione delle unità ai nuovi pezzi fu completata nell'estate del 1860..
La denominazione ufficiale dell'epoca fu gezog. Gußstahl 6pfdr. mit Kolbenverschluß (cannone da campagna da 6 libbre con otturatore a pistone) la sigla "C / 61" fu aggiunta in seguito.

## Descrizione

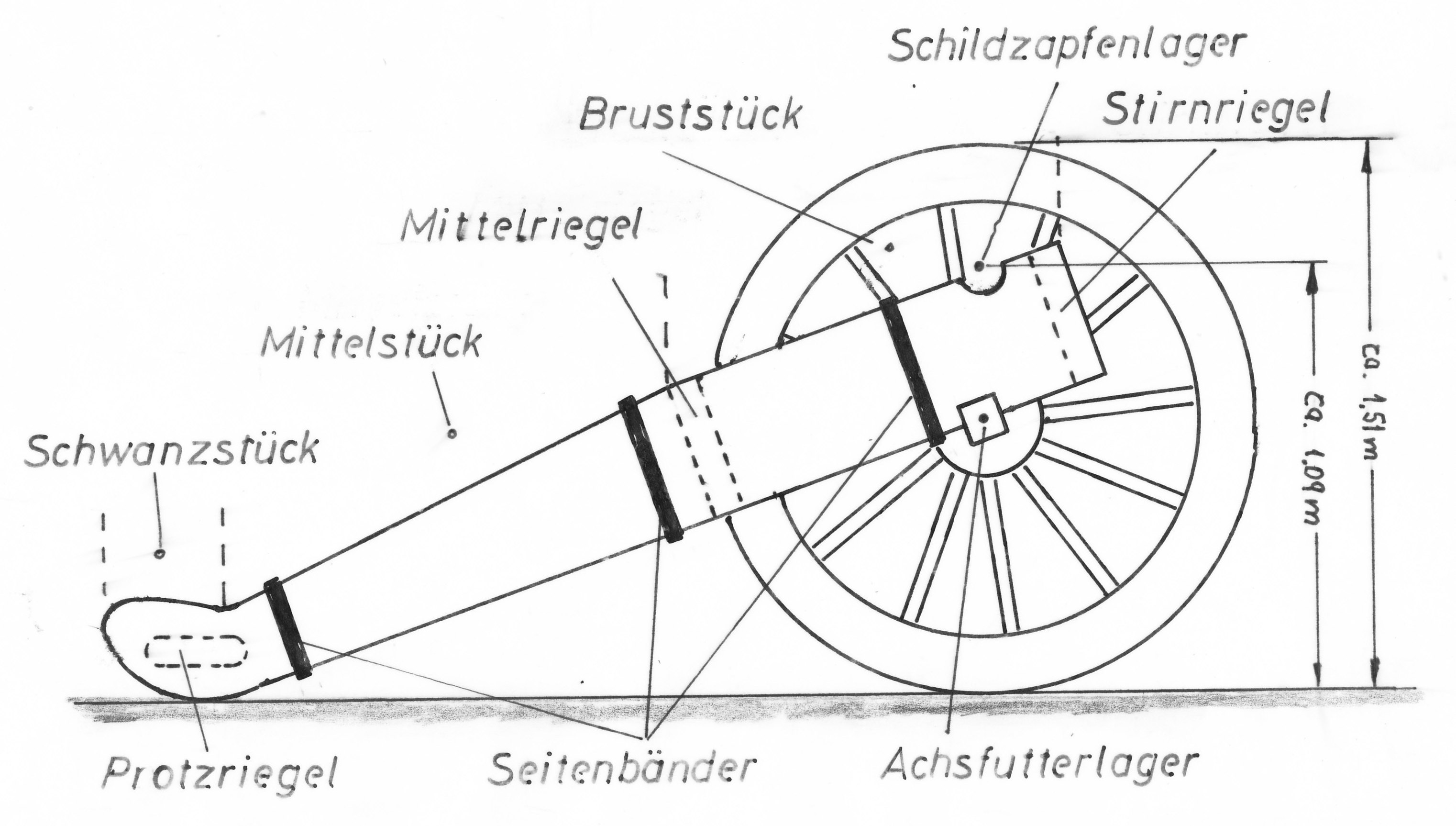
Affusto per cannone da 6 libbre C 42/56

- Canna. La canna era fusa in acciaio ed era cilindrica per ⅓ della sua lunghezza per poi assottigliarsi verso la bocca. La voltata era caratterizzata da un moderato tulipano ed un astragalo semplice. Dove si inserisce la spina di ritenuta sono presenti dei rinforzi su entrambi i lati. La rigatura era costituita da 18 righe parallele.

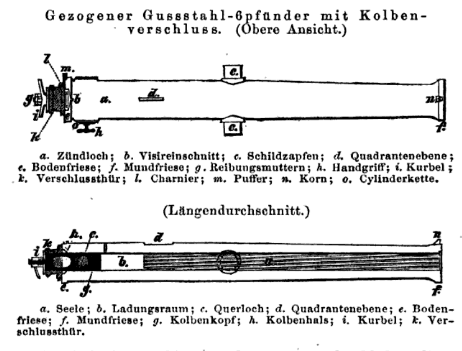
Legenda della vista dall'alto: a. Zündloch (foconne), b. Visireinschnitt (tacca di mira), c. Schildzapfen (orecchioni), d. Quadrantenebene (supporto del quadrante di mira), e. Bodenfreise (plinto di culatta), f. Mündfriese (gioia di bocca), g. Reibungsmuttern (controdado), h. Handgriff (maniglia), i. Kurbel (vitone), k. Verschlussthür (otturatore), l. Charnier (cerniera), m. Puffer (tampone), n. Korn (mira), o. Cylinderkette (spina cilindrica). Legenda della sezione: a. Seele (anima), b. Ladungsraum (camera di scoppio), c. Querloch (foro passante), d. Quadrantenebene (supporto del quadrante di mira), e. Bodenfreise (plinto di culatta), f. Mündfriese (gioia di bocca), g. Kolblenkopf (testa dell'otturatore), h. Kolbenhals (collo dell'otturatore), i. Kurbel (vitone), k. Verschlussthür (otturatore).

- Otturatore. L'otturatore era conformato secondo il sistema Wahrendorff a pistone con spina di ritenuta. Nella prima serie il vitone era fissato con due bulloni. Successivamente i bulloni furono sostituiti da una spina che veniva inserita attraverso il diametro della culatta. La tenuta era inoltre assicurata da un piatto d'ottone fissato alla cartuccia.

Otturatore a pistone tipo Wahrendorff 1840

- Affusto. per l'affusto fu utilizzato lo schema del precedente pezzo C 42/56.[12]. La costruzione era caratterizzata da due alte (33 cm) cosce parallele in legno, di circa 7 cm di spessore, con rinforzi in ferro che convergevano verso la coda, conformata a slitta, dotata di occhione per il rimorchio. Sotto la culatta era presente una vite con manovella per la regolazione dell'alzo. L'affusto poggiava su di una sala in legno, attraversata da un asse in ferro, dotata di due ruote cerchiate in ferro da 150 cm di diametro.[13] Ai due lati della canna, fissate alla sala, trovavano posto due cassette in legno, con coperchio in ferro, contenenti gli accessori minuti del pezzo,  che fungevano da sedile per i serventi durante il trasporto.[14]

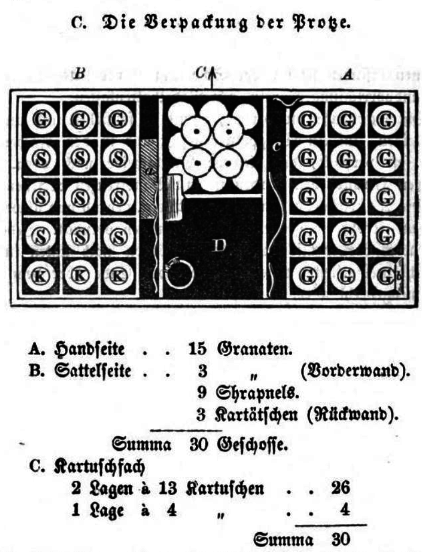
Schema della disposizione delle munizioni nel cofano del C/61, modello 1861

- Schema della disposizione delle munizioni nel cofano del C/61, modello 1861Avantreno o carretto. L'avantreno era, come l'affusto, derivato da quello del C 42/56, composto da un carro in legno con un singolo asse in ferro con ruote di circa 120 cm di diametro. L'avantreno portava il cofano contenente 30 proietti (18 granate, 9 shrapnel, 3 mitraglia e 30 cartocci da 1,2 libbre). All'avantreno si agganciava l'affusto, completando il treno d'artiglieria.

Questo pezzo si rivelò efficiente ed adatto alle condizioni dei campi di battaglia dell'epoca, rimase in servizio fino al 1870, per poi essere relegato alle compagnie d'artiglieria d'assedio, da una revisione totale di questo modello venne introdotto il 4-Pfünder-Feldkanone C/64.